# 1925 en bande dessinée
| Années de la bande dessinée : 1922 - 1923 - 1924 - 1925 - 1926 - 1927 - 1928    |
| Décennies de la bande dessinée : 1890 - 1900 - 1910 - 1920 - 1930 - 1940 - 1950 |

Cet article présente les faits marquants de l'année 1925 en bande dessinée.

## Évènements
- 3 mai : Création des personnages Zig et Puce par Alain Saint-Ogan, qui connaîtront un grand succès jusqu'à son arrêt en 1956.
- juin 1925 : Arthur Lemay confie Les Aventures de Timothée du quotidien québécois La Patrie à Maurice Gagnon.

## Nouvelles séries
| Sortie          | Titre              | Scénariste | Dessinateur | Coloriste | Éditeur |
| --------------- | ------------------ | ---------- | ----------- | --------- | ------- |
| 26 janvier 1925 | Flapper Fanny Says | Ethel Hays | Ethel Hays  |           |         |
| ?               | …                  |            |             |           |         |

## Naissances
- 11 février : Marvin Stein, dessinateur de comics américain
- 6 avril : Franco Paludetti, dessinateur italien de bandes dessinées
- 24 mai : Carmine Infantino, auteur de comics américain
- 19 juin : André Joy
- 23 août : Alfredo Alcala, auteur de comics américain
- 27 septembre : George Gladir, scénariste de comics
- 24 octobre : Al Feldstein, auteur de comics américain
- 28 octobre : Leonard Starr, auteur de comics américain
- 12 décembre : Warren Tufts, auteur de comics américain
- 20 décembre : Robert Frans Marie De Moor, dit Bob de Moor, dessinateur belge (Les aventures de Barelli, Cori le Moussaillon)
- Naissance de Lily Renée Wilhelm, plus connue sous le nom de Lily Renée, dessinatrice de comics

## Décès
- 13 septembre : Margaret G. Hays, autrice de comic strips.